# Stanisław Markiełow
Stanisław Markiełow, ros. Станисла́в Ю́рьевич Марке́лов (ur. 20 maja 1974 w Moskwie, zm. 19 stycznia 2009 tamże) – rosyjski prawnik i dziennikarz, obrońca praw człowieka.
Stanisław Markiełow był obrońcą Czeczenów, których bliscy zostali zabici przez rosyjskich żołnierzy. Oskarżał płk Jurija Budanowa, osądzonego za gwałt i morderstwo Ełzy Kungajewej – młodej Czeczenki. Na łamach Nowej Gaziety publikował artykuły śledcze o Czeczenii. Doprowadził do skazania Siergieja Łapina ps. Kadet za znęcanie się nad Czeczenami. Był adwokatem osób, których krewni zostali zabici podczas szturmu służb specjalnych na teatr na Dubrowce. Domagał się pełnego wyjaśnienia okoliczności tego tragicznego wydarzenia. Współpracował z Amnesty International.
Został zamordowany podczas powrotu z konferencji prasowej wraz ze swoją współpracowniczką, młodą dziennikarką Anastazją Baburową zaledwie kilkaset metrów od Kremla na ul. Prieczystienka. Był kolejną ofiarą zamachów na obrońców praw człowieka w Rosji rządzonej przez Władimira Putina i Dmitrija Miedwiediewa. Jego śmierć przypomniała zabójstwo dziennikarki Anny Politkowskiej (której również był adwokatem). Według rosyjskiego analityka Pawła Felgenhauera, szczegóły zabójstwa wskazują, że dokonano go na wewnętrzne zlecenie rosyjskiej służby bezpieczeństwa FSB.